# Jaedon LeDee
Jaedon Herbert LeDee (Houston, Texas; 25 de julio de 1999) es un baloncestista estadounidense que pertenece a la plantilla de los Iowa Wolves de la G League. Con 2,06 metros de estatura, juega en la posición de ala-pívot.

## Trayectoria deportiva

### Universidad
Jugó una temporada con los Buckeyes de la Universidad Estatal de Ohio, en la que promedió 3,0 puntos y 1,7 rebotes por partido. Fue transferido al término de la temporada a los Horned Frogs de la Universidad Cristiana de Texas, donde disputó dos temporadas más, en las que promedió 4,1 puntos y 3,3 rebotes por encuentro.
Insatisfecho con su falta de tiempo de juego, fue transferido nuevamente, esta vez a los Aztecs de la Universidad Estatal de San Diego. Allí, tras el año parado que imponía la NCAA, jugó dos temporadas más, dspuntando en la segunda de ellas, en las que acabó promediando 21,4 puntos y 8,4 rebotes por partido, siendo incluido en el mejor quinteto de la Mountain West Conference y mejor jugador de la conferencia por la prensa especializada, pero no de forma unánime. Fue además incluido en el segundo equipo All-American por The Sporting News, la Asociación Nacional de Entrenadores de Baloncesto y en el tercer equipo All-American por Associated Press.
El 6 de abril de 2024, LeDee was elegido por el Naismith Memorial Basketball Hall of Fame como el ganador del Premio Karl Malone, al mejor ala-pívot del país.

#### Estadísticas
| Año     | Equipo          | PJ       | PT       | MPP      | %TC      | %3P      | %TL      | RPP      | APP      | ROB      | TPP      | PPP      |
| ------- | --------------- | -------- | -------- | -------- | -------- | -------- | -------- | -------- | -------- | -------- | -------- | -------- |
| 2018–19 | Ohio State      | 26       | 2        | 6.6      | .383     | .000     | .745     | 1.7      | .2       | .1       | .2       | 3.0      |
| 2019–20 | TCU             | 30       | 0        | 11.7     | .523     | —        | .706     | 2.9      | .1       | .4       | .4       | 2.7      |
| 2020–21 | TCU             | 23       | 1        | 15.2     | .538     | .000     | .700     | 3.9      | .3       | .3       | .1       | 5.8      |
| 2021–22 | San Diego State | Redshirt | Redshirt | Redshirt | Redshirt | Redshirt | Redshirt | Redshirt | Redshirt | Redshirt | Redshirt | Redshirt |
| 2022–23 | San Diego State | 39       | 1        | 18.1     | .489     | .000     | .728     | 5.3      | .9       | .5       | .4       | 7.9      |
| 2023–24 | San Diego State | 36       | 36       | 32.6     | .560     | .444     | .734     | 8.4      | 1.3      | 1.2      | .5       | 21.4     |
| Total   | Total           | 154      | 40       | 17.8     | .528     | .328     | .728     | 4.7      | .6       | .6       | .4       | 8.9      |

### Profesional
Tras no ser elegido en el Draft de la NBA de 2024, se unió a los Minnesota Timberwolves para la Liga de Verano de la NBA, y el 25 de septiembre de 2024 firmó con el equipo. Sin embargo, fue despedido el 2 de octubre. El 5 de noviembre se unió a la plantilla de los Iowa Wolves.